# Mona Mayfair
Mona Mayfair è un personaggio immaginario presente sia nella saga delle Cronache dei vampiri sia in quella delle Streghe Mayfair, entrambe di Anne Rice. Appare per la prima volta nel libro L'ora delle streghe.

## Vicende di Mona
Mona è una giovane cugina di Rowan Mayfair, la tredicesima strega del clan Mayfair; Mona però appartiene ad un ramo collaterale e molto più povero della grande famiglia Mayfair. Il suo patrimonio genetico però la rende una strega altrettanto potente di Rowan e quindi adatta a generare un Taltos. Visto che Rowan non è più in grado di generare altri figli (dopo il parto dei due Taltos Lasher e poi Emaleth), Mona viene scelta quale erede designata del Legato Mayfair e posta sotto alla tutela di Rowan stessa. Ciò significa che Mona è destinata a diventare la quattordicesima strega del clan e colei che gestirà l'immenso patrimonio della famiglia.
In seguito però Mona seduce Michael Curry, altro suo cugino e marito di Rowan, restando quindi incinta di Morrigan, un nuovo Taltos. Il parto lascia il corpo di Mona completamente esaurito e la giovane strega si ammala sempre più gravemente, fino a capire di essere giunta agli ultimi giorni di vita. Mona perciò fugge dall'ospedale e si rifugia nella tenuta dei Blackwood, dal suo amatissimo Quinn, il quale però nel frattempo è stato trasformato in vampiro da Petronia ed è diventato amico di Lestat de Lioncourt. Lestat, per amore di Quinn, trasforma quindi Mona in vampiro. I tre vampiri quindi vanno a cercare i Taltos sopravvissuti ed imprigionati da uomini malvagi. Dopo una cruenta battaglia salvano gli ultimi tre Taltos, e li portano al centro ricerche dei Mayfair, gestito da Rowan, affinché vengano seguiti e tutelati.